# Santa Muerte

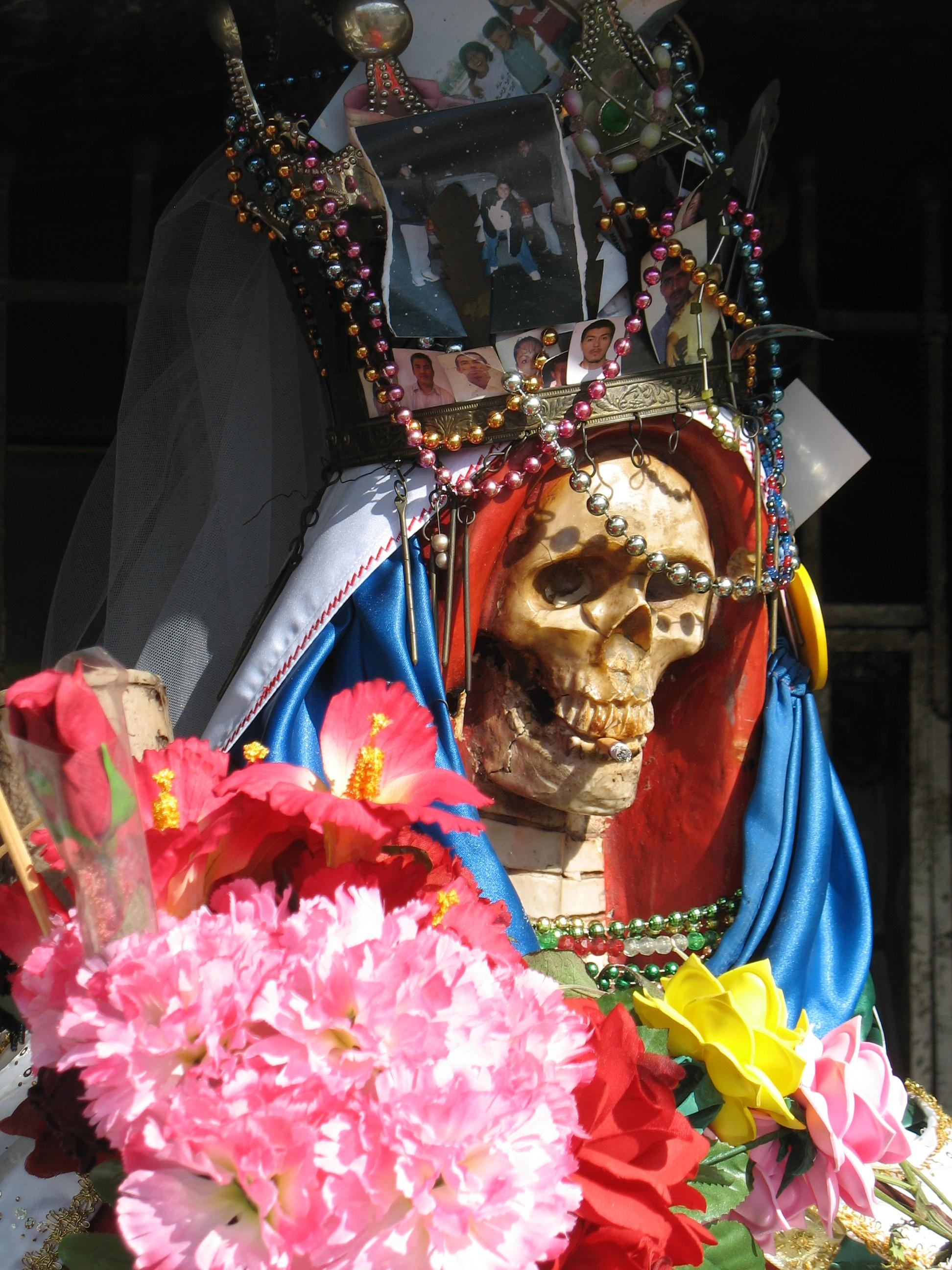
Santa Muerte in Nuevo Laredo, Mexiko

Santa Muerte („heiliger Tod“), auch La Santísima Muerte („der allerheiligste Tod“) oder Doña Sebastiana, ist eine weibliche Figur, die vor allem in Mittel- und Lateinamerika um Liebe, Glück, Schutz, Gesundheit oder die Wiedererlangung verlorener Dinge angerufen wird. La Santa Muerte wird vor allem in Mexiko, Kuba und in US-amerikanischen Städten mit hohem Anteil lateinamerikanischer, vor allem mexikanischstämmiger Einwohner angerufen. Ihre Anhängerschaft setzt sich aus Angehörigen aller Gesellschaftsschichten zusammen, findet sich jedoch traditionell im Kriminellenmilieu.

## Darstellung, Ursprung und Bedeutung
Santa Muerte wird meist als weibliches Skelett mit Sense, oft auch in seidenem, meist rotem Gewand mit goldener Krone dargestellt. Ihr Skelett wird in den Farben Rot, Weiß, Grün und Schwarz gehalten für Liebe, Glück, finanziellen Erfolg und persönlichen Schutz. An öffentlichen oder privaten Schreinen werden Santa Muerte Opfergaben wie Rosen, Zigarren oder Tequila dargebracht sowie Kerzen angezündet. Auch Andachtsbildchen sind überall erhältlich.

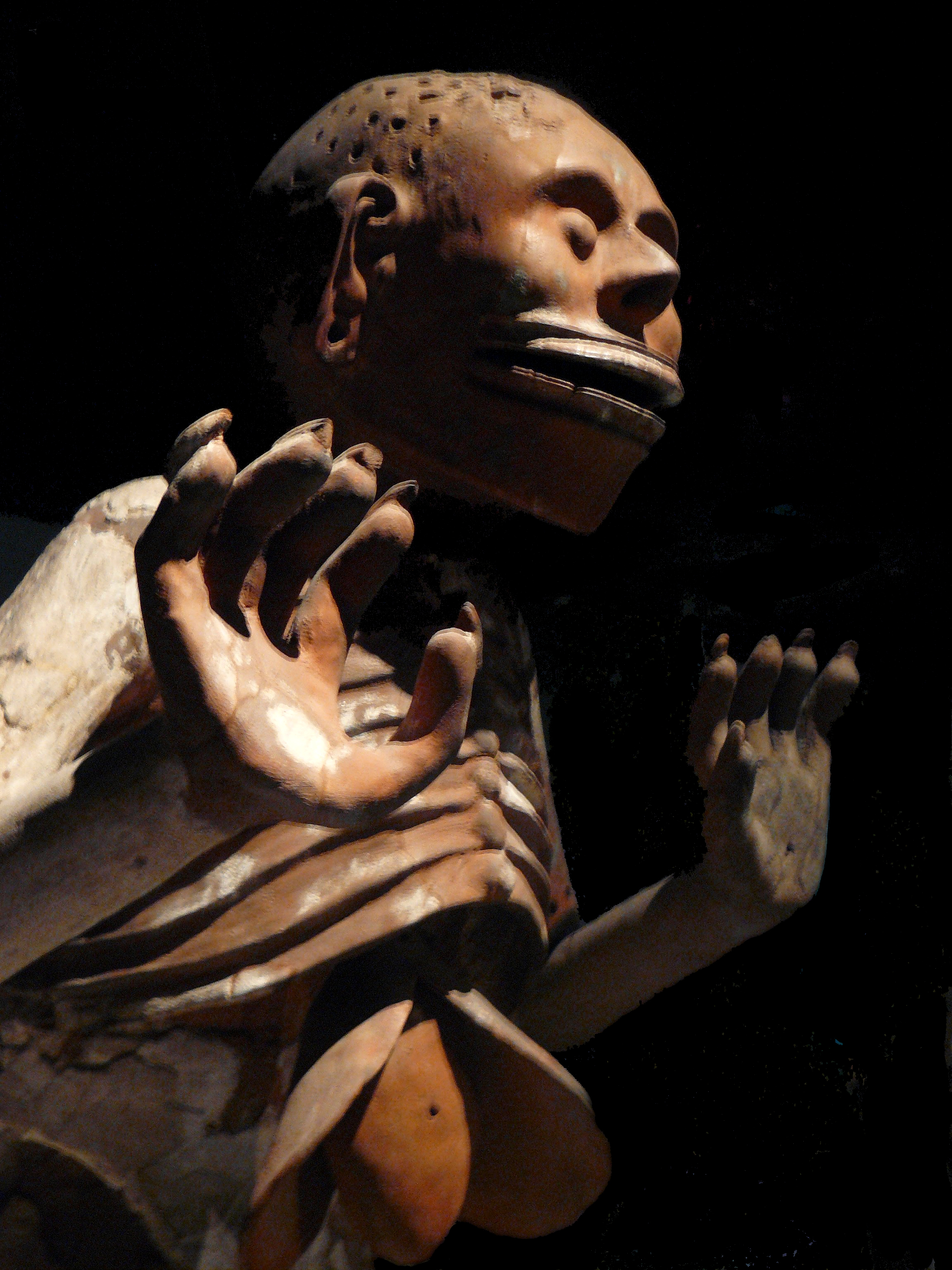
Mictlantecuhtli, der aztekische Totengott

Der Kult der Santa Muerte soll nach der Conquista in Veracruz entstanden sein; andere sehen seine Wurzeln im vorchristlichen Glauben der Azteken, die den Todesgott Mictlantecuhtli und dessen Frau Mictlancihuatl verehrten. Vorchristliche Rituale und Götter hätten sich mit dem christlichen Glauben vermischt.
Nach der gängigen Interpretation wird Santa Muerte als „heiliger Tod“ gesehen, da der Kult Gebete für die Verstorbenen beinhaltet. Sie ist Gegenstand Schwarzer Magie und religiöser Kulte. Die römisch-katholische Kirche betrachtet die Verehrung der Santa Muerte als heidnisches Ritual.